# Живиця
Живи́ця — розчин твердих смоляних кислот із загальною формулою C20H30O2 і терпентину (C10H16). За хімічним складом живиця є розчином твердих смоляних кислот (смоляні кислоти представляє каніфоль) у суміші терпенів (терпентин — скипидар, тому рідину живиці називають терпентиновою олією (сирцем скипидару).
Свіжа живиця являє собою світлу сиропоподібну в'язку рідину, липку з приємним запахом, гірку на смак. Живиця знаходиться в смоляних ходах хвойних порід (65-68 % каніфоль, 32-35 % скипидар). При виділенні на поверхню стовбура найбільш летюча частина скипидару випаровується і вміст скипидару зменшується до 16-25 %.
При тривалому перебуванні на поверхні стовбуру живиця окислюється і кристалізується, перетворюючись на баррас (крихка низькоякісна живиця).
Живиця розчиняється у діетиловому ефірі, в абс. етанолі, ацетоні, гірше - в бензині, не розчиняється у воді.
Отримують живицю при підсочці лісу.
Заготовлена живиця повинна відповідати вимогам стандарту і поділяється на три сорти (в Україні використовується ГОСТ 10271-62):
| Показники                                    | 1-й сорт | 2-й сорт | 3-й сорт      |
| Вміст смоляних речовин в живиці, не менше %  | 93       | 88       | 85            |
| в тому числі вміст скипидару, не менше %     | 13       | 13       | не нормується |
| Вміст води і механічних домішок, не більше % | 7        | 12       | 15            |
| в тому числі механічних домішок, не більше % | 1,5      | 2,5      | 8             |

Чиста живиця має широке використання в народному господарстві для виготовлення сургучу, штучної оліфи, різних мастик, емалювання деревних бочок, в медицині, є важливою стратегічною сировиною (вибухові речовини). Бурштин це закам'яніла живиця.